# Сад диявола
Сад диявола або Сади диявола — ділянки в амазонських лісах, на яких росте тільки один вид дерев (Duroia hirsuta) і ніякий інший. Назва походить від вірування місцевих жителів, які вважають, що в цих місцях живе злий лісовий дух Чулячакі (кечуа: Chullachaki).
Раніше вважалося, що утворення «садів» пов'язане з алелопатичним впливом Duroia hirsuta на інші види рослин. Однак у 2005 році біологи зі Стенфордського університету встановили, що поява садів зумовлена симбіозом Duroia hirsuta з мурахами. Як показали досліди з висаджуванням суперників у «Садах диявола», робочі мурахи виду Myrmelachista schumanni («лимонні мурахи») вбивають зелені паростки інших видів, які відрізняються від Duroia hirsuta, впорскуючи в їх листя мурашину кислоту, яка діє як гербіцид. У такий спосіб мурахи дають своїм улюбленим деревам вільно розростатися без конкуренції. Мурахи використовують порожнисті стебла Duroia hirsuta для будівництва гнізд. Оцінки показали, що площа садів збільшується приблизно на 0,7% на рік. Чисельність робочих особин мурах у великих колоніях, що займають один «сад», досягає 3 000 000, а чисельність маток — 15 000. Найбільший з відомих «Садів диявола», що налічує 328 дерев, має, за оцінками біологів, вік близько 800 років.